# 名古屋商工会議所

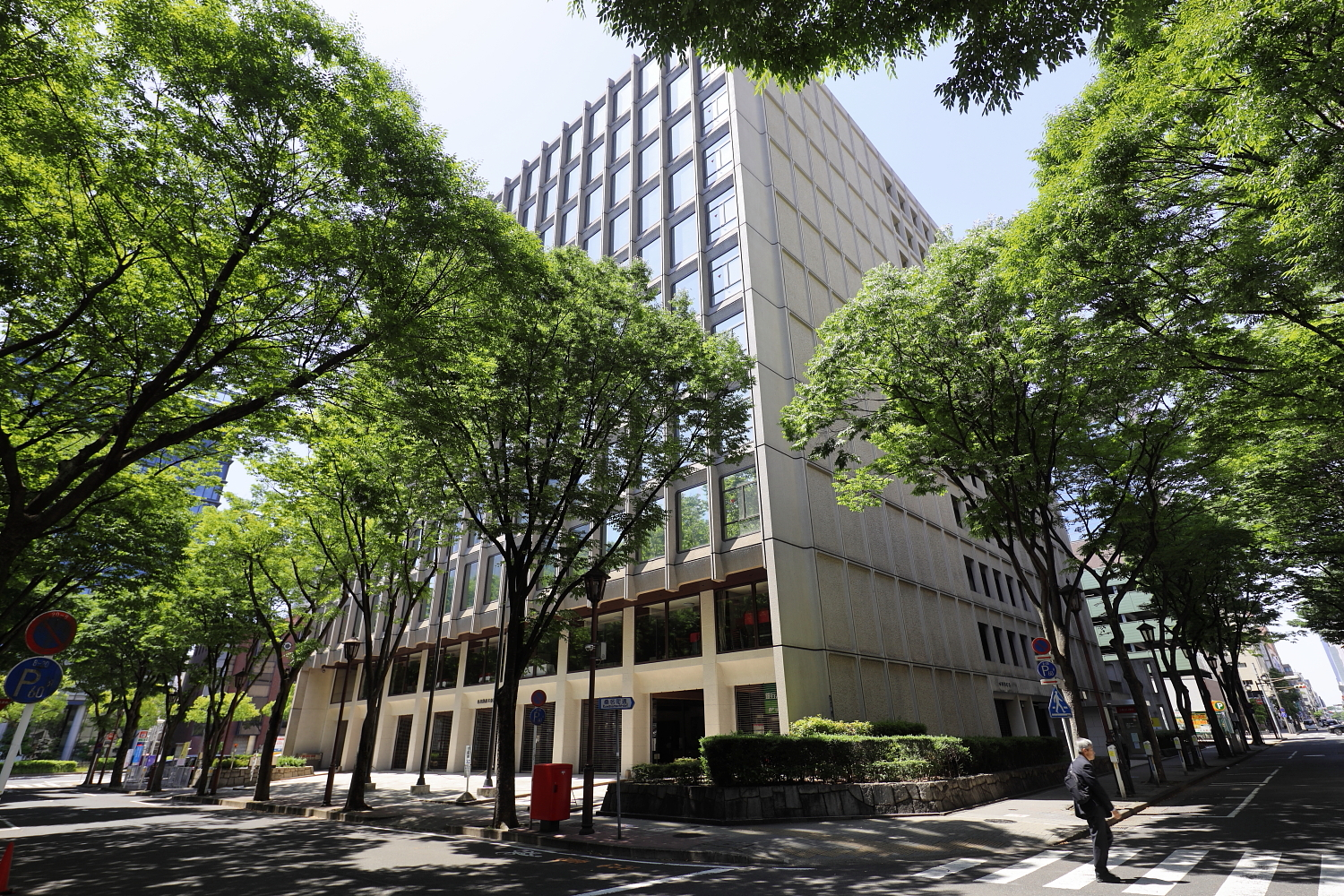
名古屋商工会議所ビル

名古屋商工会議所（なごやしょうこうかいぎしょ、英語: Nagoya Chamber of Commerce & Industry）は、主に愛知県名古屋市内において営業している商工業者・団体、約17,300者で構成される商工会議所。

## 概要
名古屋市内（守山区と旧大高町以外の緑区を除く）を地区とする経済団体である。守山区には守山商工会があり、緑区の旧鳴海町・旧有松町にはそれぞれ鳴海商工会・有松商工会があり、商工会議所の地区と商工会の地区とは重複が許されないので、名古屋商工会議所の地区はこれらの商工会の地区を除く名古屋市内となっている。

### 所在地

#### 本所
〒460-8422 名古屋市中区栄二丁目10-19 名古屋商工会議所ビル

#### 支部
5カ所に支部を設置。2022年（令和4年）4月廃止。
| 支部       | 住所                                                     | 担当                                   |
| ---------- | -------------------------------------------------------- | -------------------------------------- |
| 中央支部   | 中区栄二丁目10-19 名古屋商工会議所ビル1階                | 中区、中村区、昭和区、西区             |
| 大曽根支部 | 北区大曽根3-15-58 大曽根フロントビル7階                  | 東区、北区                             |
| 星ヶ丘支部 | 千種区井上町49-1 名古屋星ヶ丘ビル3階                     | 千種区、名東区                         |
| 新瑞支部   | 瑞穂区洲山町2-21 あいおいニッセイ同和損保名古屋南ビル4階 | 瑞穂区、南区、天白区、緑区（大高地区） |
| 金山南支部 | 熱田区金山町1-7-8 住友生命金山ビル5階                    | 熱田区、中川区、港区                   |

## 沿革
- 1881年（明治14年） 「名古屋商法会議所」として創立[3]。
- 1885年（明治18年） 「名古屋商工会議所」に組織変更。
- 1890年（明治23年） 商業会議所条例が公布され、「名古屋商業会議所」を設立。
- 1928年（昭和03年） 旧：商工会議所法施行により、「名古屋商工会議所」に組織変更。
- 1936年（昭和11年）1月1日 - 名古屋商工会議所内に置かれた商工省中央度量衡検定所名古屋支所が検定事務を開始する[4]。
- 1946年（昭和21年） 「社団法人名古屋商工会議所」を設立。
- 1953年（昭和28年） 新：商工会議所法施行による、「名古屋商工会議所」に改組。
- 1966年（昭和41年）2月13日 - 中区白川町において、新所屋の起工式が行われる[5]。
- 1967年（昭和42年）10月 - 新所屋竣工[6]
- 1969年（昭和44年）12月24日 - 愛知音楽エフエム放送が会議所ビル内に開局[7]。
- 2022年（令和4年）4月1日 - 5支部（中央支部、大曽根支部、星ヶ丘支部、新瑞支部、金山南支部）を本部へ統合[2]。

## 歴代会頭
| 代数 | 氏名         | 在任期間               | 出身企業                                         |
| ---- | ------------ | ---------------------- | ------------------------------------------------ |
| 初代 | 伊藤祐昌     | 1881年3月～1885年2月   | いとう呉服店（後・松坂屋、現・大丸松坂屋百貨店） |
| 2代  | 山本新治郎   | 1885年2月～1888年3月   | 酒問屋商                                         |
| 3代  | 鈴木善六     | 1888年3月～1891年7月   | 味噌溜製造業                                     |
| 4代  | 堀部勝四郎   | 1891年7月～1891年11月  | 生鯖商                                           |
| 5代  | 鈴木善六     | 1891年11月～1893年7月  | 味噌溜製造業                                     |
| 6代  | 奥田正香     | 1893年7月～1913年10月  | 味噌溜製造業                                     |
| 7代  | 鈴木摠兵衛   | 1913年10月～1920年12月 | 材摠                                             |
| 8代  | 上遠野富之助 | 1921年1月～1927年11月  | 名古屋鉄道                                       |
| 9代  | 伊藤祐民     | 1927年11月～1933年1月  | 松坂屋（現・大丸松坂屋百貨店）                   |
| 10代 | 岡谷清治郎   | 1933年1月～1936年12月  | 岡谷商店（現・岡谷鋼機）                         |
| 11代 | 青木鎌太郎   | 1936年12月～1940年10月 | 愛知時計電機                                     |
| 12代 | 高松定一     | 1940年10月～1943年8月  | 師定商店                                         |
| 13代 | 青木鎌太郎   | 1943年9月～1946年1月   | 愛知時計電機                                     |
| 14代 | 三輪常次郎   | 1946年8月～1950年1月   | 興和紡績（現・興和紡）                           |
| 15代 | 伊藤祐茲     | 1950年1月～1954年10月  | 松坂屋（現・大丸松坂屋百貨店）                   |
| 16代 | 神野金之助   | 1954年10月～1957年9月  | 名古屋鉄道                                       |
| 17代 | 佐々部晩穂   | 1957年9月～1962年3月   | 中部日本放送                                     |
| 18代 | 鈴木亨市     | 1962年3月～1968年2月   | 東海銀行（現・三菱UFJ銀行）                      |
| 19代 | 土川元夫     | 1968年3月～1974年1月   | 名古屋鉄道                                       |
| 20代 | 三宅重光     | 1974年3月～1981年12月  | 東海銀行（現・三菱UFJ銀行）                      |
| 21代 | 竹田弘太郎   | 1981年12月～1990年3月  | 名古屋鉄道                                       |
| 22代 | 加藤隆一     | 1990年3月～1993年12月  | 東海銀行（現・三菱UFJ銀行）                      |
| 23代 | 谷口清太郎   | 1993年12月～2000年3月  | 名古屋鉄道                                       |
| 24代 | 磯村巌       | 2000年3月～2004年1月   | トヨタ自動車                                     |
| 25代 | 箕浦宗吉     | 2004年2月～2007年10月  | 名古屋鉄道                                       |
| 26代 | 岡田邦彦     | 2007年10月～2010年10月 | 松坂屋（現・大丸松坂屋百貨店）                   |
| 27代 | 高橋治朗     | 2010年11月～2013年10月 | 名港海運                                         |
| 28代 | 岡谷篤一     | 2013年11月～2016年10月 | 岡谷鋼機                                         |
| 29代 | 山本亜土     | 2016年11月～2022年10月 | 名古屋鉄道                                       |
| 30代 | 嶋尾正       | 2022年11月～           | 大同特殊鋼                                       |